# Бермудес, Кристиан
Кристиан де Хесус Линнане Бермудес Гутьеррес (исп. Christian de Jesús Linnane Bermúdez Gutiérrez; род. 26 апреля 1987, Несауалькойотль, Мехико) — мексиканский футболист, атакующий полузащитник клуба «Атланте». Выступал в сборной Мексики. За маленький рост получил прозвище Хоббит.

## Карьера

### В клубах
Бермудес — воспитанник «Атланте», играл за эту команду на позициях нападающего и полузащитника. За это время стал победителем Апертуры 2007 и Лиги чемпионов КОНКАКАФ 2008/09, причём в первой финальной игре международного турнира он забил гол соотечественникам из «Крус Асуля». участвовал в клубном чемпионате мира 2009 года, где команда заняла четвёртое место, а сам Кристиан отметился голом в четвертьфинальной встрече с «Окленд Сити».
Перед Клаусурой 2012 перешёл в «Америку».

### В сборной
Бермудес выступал в составе молодёжной сборной Мексики на чемпионате мира 2007 года в Канаде, где он, сыграв в трёх из четырёх игр своей команды, дошёл до четвертьфинала и поразил ворота сборной Новой Зеландии в матче группового этапа.
В составе первой сборной Мексики Кристиан дебютировал 16 апреля 2008 года в товарищеской игре со сборной Китая. Первым крупным турниром в составе сборной для него стал Золотой кубок КОНКАКАФ 2011 года в США, где он не провёл ни одного матча и по ходу турнира был дисквалифицирован за применение запрещённого кленбутерола, попавшего в организмы пяти мексиканских футболистов вместе с некачественным мясом, однако через месяц их оправдали и сняли наказание.

## Достижения
Как игрока национальных сборных Мексики:
- Золотой кубок КОНКАКАФ:
  - Участник: 2011 (дисквалифицирован)
- Чемпионат мира (юноши до 20 лет):
  - Четвертьфиналист: 2007

Как игрока «Атланте»:
- Лига чемпионов КОНКАКАФ:
  - Победитель: 2008/09
- Чемпионат Мексики:
  - Чемпион: 2007 (Апертура)

Как игрока «Америки» (Мехико):
- Чемпионат Мексики:
  - Чемпион: 2013 (Клаусура)
  - Финалист: 2013 (Апертура)

Как игрока «Пуэблы»:
- Суперкубок Мексики:
  - Победитель: 2015